# Струтинский, Николай Владимирович
Никола́й Влади́мирович Струти́нский (1 апреля 1920 — 11 июля 2003) — советский партизан и разведчик, генерал-майор КГБ СССР.
Лауреат литературной премии им. Н. Кузнецова, член Национального союза журналистов Украины и Союза журналистов России.

## Биография
Родился 1 апреля 1920 года в полесском селе Тучин (Польша, ныне — в Ровненской области Украины) в крестьянской семье, где кроме него было ещё восемь детей.
До войны Николай Струтинский был батраком. Мать Николая Струтинского, Марфа Ильинична, благословила в партизаны шестерых сыновей, сама сражалась с немцами и погибла 6 марта 1943 года во время исполнения задания партизанского командования по обнаружению точного местонахождения рейхскомиссара Украины Эриха Коха.
Её муж и сыновья к тому времени уже создали партизанскую группу, которая изучила Невырковский и Липенский леса, собрала оружие и боеприпасы, а затем пополнилась семьёй Янчуков и другими земляками. Группа перерезала телефонную связь, уничтожала немецких солдат и украинских полицаев. 17 сентября 1942 года партизаны Струтинского случайно встретились в лесу с отрядом специального назначения «Победители», во главе с Дмитрием Николаевичем Медведевым, который позже описал эту встречу в своей книге «Это было под Ровно». Отряд Струтинского к тому времени насчитывал 51 бойца и присоединился к отряду Медведева. Здесь Николай Струтинский познакомился с советским разведчиком и диверсантом Николаем Кузнецовым.
Николай Струтинский осуществлял связь между партизанским отрядом Дмитрия Медведева и подпольем Николая Остафова, его брат Георгий (Жорж) Струтинский был личным телохранителем Николая Кузнецова.
В октябре 1944 года в Кремле М. И. Калинин вручил Николаю Струтинскому орден Ленина, а брату Георгию — орден Красного Знамени.
После войны Струтинский проходил службу в органах государственной безопасности Львовской области. Написал повести «Дорогой бессмертия», «Подвиг», «На берегах Горыни и Случи», «На грани бессмертия». Много времени Н. В. Струтинский посвятил поиску места захоронения Кузнецова и восстановлению исторической справедливости в отношении его имени, наталкиваясь на противодействие КГБ и партийного руководства. При этом Николай Владимирович рисковал жизнью, а один из его помощников был убит, и это преступление не было раскрыто. Николая Владимировича Струтинского трижды представляли к званию Героя Советского Союза, но соответствующий указ так и не был подписан
Последние годы своей жизни Николай Владимирович Струтинский прожил в Черкассах, где он продолжал писать книги, вёл просветительскую, военно-патриотическую работу, участвовал в политической жизни, будучи членом Социалистической партии Украины. В это время на Николая Владимировича Струтинского было совершено покушение, однако разведчика спасла лишь счастливая случайность. В мае 2003 года Приднепровский райсовет Черкасс рекомендовал кандидатуру Н. В. Струтинского на присвоение звания «Герой Украины».
Будучи украинцем по национальности, Николай Струтинский выступал против демонтажа памятника Кузнецову во Львове, против украинского подполья и деятельности УПА.
Николай Струтинский похоронен на одном из известных кладбищ Львова — Яновском.

## Сочинения
- [lib.aldebaran.ru/author/strutinskii_nikolai/strutinskii_nikolai_na_beregah_goryni_i_sluchi/ На берегах Горыни и Случи]
- Н. В. Струтинский. Шла война народная. Литературная запись Семена Дранова. — Львов:Издательство «Каменяр»,1967.